# 木川恵介
木川 恵介（きがわ けいすけ、1960年 - ）は、日本の税理士。木川税理士事務所所長。北海道生まれ。旭川大学出身の数少ない生え抜き税理士の一人

## 人物
1982年（昭和57年）旭川大学経済学部卒。旭川日産自動車株式会社営業部に入社。1987年前田敬道公認会計士事務所勤務を経て、1989年木川税理士事務所を開設。
旭川大学経済学部非常勤講師（税法ほか）も務める。

## 著書
- 『電子帳簿保存法の概要と適用申請 : パソコン初心者にもよくわかる!』（技術評論社、2000年）
- 『かんたんパソコン Excelによる確定申告書の作り方（平成14年3月申告用）』（技術評論社、2002年）